# Dundee Football Club 2023-2024
Questa voce raccoglie le informazioni riguardanti il Dundee Football Club nelle competizioni ufficiali della stagione 2023-2024.

## Stagione
- In Scottish Premiership il Dundee si classifica al 6º posto (42 punti), dietro al St. Mirren e davanti all'Aberdeen.
- In Scottish Cup viene eliminato al quarto turno dal Kilmarnock (0-2).
- In Scottish League Cup viene inserito nel gruppo G con Inverness, Airdrieonians, Dumbarton e Bonnyrigg Rose. Si classifica al secondo posto con 9 punti.

## Maglie e sponsor
Il fornitore tecnico per la stagione 2023-2024 è Macron, mentre lo sponsor ufficiale è Crown Engineering Services. 
| Casa | Trasferta | Terza divisa |

## Rosa
| N. |                         | Ruolo | Calciatore      |
| -- | ----------------------- | ----- | --------------- |
| 1  | Inghilterra (bandiera)  | P     | Adam Legzdins   |
| 3  | Inghilterra (bandiera)  | D     | Owen Dodgson    |
| 4  | Galles (bandiera)       | D     | Ryan Astley     |
| 5  | Irlanda (bandiera)      | D     | Joe Shaughnessy |
| 6  | Scozia (bandiera)       | D     | Jordan McGhee   |
| 7  | Scozia (bandiera)       | A     | Scott Tiffoney  |
| 8  | Inghilterra (bandiera)  | A     | Curtis Main     |
| 9  | Sierra Leone (bandiera) | A     | Amadou Bakayoko |
| 10 | Scozia (bandiera)       | C     | Lyall Cameron   |
| 11 | Messico (bandiera)      | A     | Diego Pineda    |
| 12 | Scozia (bandiera)       | D     | Ricki Lamie     |
| 15 | Scozia (bandiera)       | C     | Josh Mulligan   |
| 16 | Inghilterra (bandiera)  | A     | Zach Robinson   |

| N. |                             | Ruolo | Calciatore       |
| -- | --------------------------- | ----- | ---------------- |
| 17 | Scozia (bandiera)           | C     | Luke McCowan     |
| 19 | Scozia (bandiera)           | C     | Finlay Robertson |
| 21 | Galles (bandiera)           | C     | Ryan Howley      |
| 22 | Scozia (bandiera)           | P     | Jon McCracken    |
| 23 | Inghilterra (bandiera)      | C     | Malachi Boateng  |
| 25 | Irlanda del Nord (bandiera) | D     | Aaron Donnelly   |
| 26 | Scozia (bandiera)           | A     | Michael Mellon   |
| 28 | Francia (bandiera)          | C     | Mohamed Sylla    |
| 29 | Messico (bandiera)          | D     | Antonio Portales |
| 30 | Scozia (bandiera)           | P     | Harrison Sharp   |
| 31 | Irlanda del Nord (bandiera) | P     | Trevor Carson    |
| 44 | Irlanda (bandiera)          | C     | Dara Costelloe   |
| 63 | Galles (bandiera)           | D     | Owen Beck        |